# Amtsbezirk Fürstenfeld
Der Amtsbezirk Fürstenfeld war zwischen 1853 und 1867 eine Verwaltungseinheit im Grazer Kreis in der Steiermark.
Der Amtsbezirk war der Kreisbehörde in Graz unterstellt und besorgte deren Amtsgeschäfte vor Ort. Die Zuständigkeit erstreckte sich neben Fürstenfeld auf die Gemeinden Aichberg, Altenmarkt, Aschbach, Bierbaum, Blumau, Buchberg, Burgau, Dietersdorf, Gillersdorf, Großwilfersdorf, Hainersdorf, Hainfeld, Hartl, Hartmannsdorf, Herrnberg, Hochenegg, Ilz, Kalsdorf, Kleegraben, Kohlgraben, Kroisbach, Lindegg, Loipersdorf, Mayerhofen, Mutzenfeld, Nestelbach, Neudorf, Reigersdorfberg, Riegersdorf, Rittschein, Ruppersdorf, Söchau, Speltenbach, Stadtbergen, Stein, Steinbach (Pfarre Blumau), Steinbach (Pfarre gleichen Namens), Tautendorf, Uebersdorf und Ziegenberg.